# Cantonul Rosny-sous-Bois
Cantonul Rosny-sous-Bois este un canton din arondismentul Bobigny, departamentul Seine-Saint-Denis, regiunea Île-de-France, Franța.

## Comune
| Comune          | Populație (1999) | Cod poștal | Cod INSEE |
| --------------- | ---------------- | ---------- | --------- |
| Rosny-sous-Bois | 41 254           | 93110      | 93064     |